# Cappella Pellegrini (Santa Anastasia)

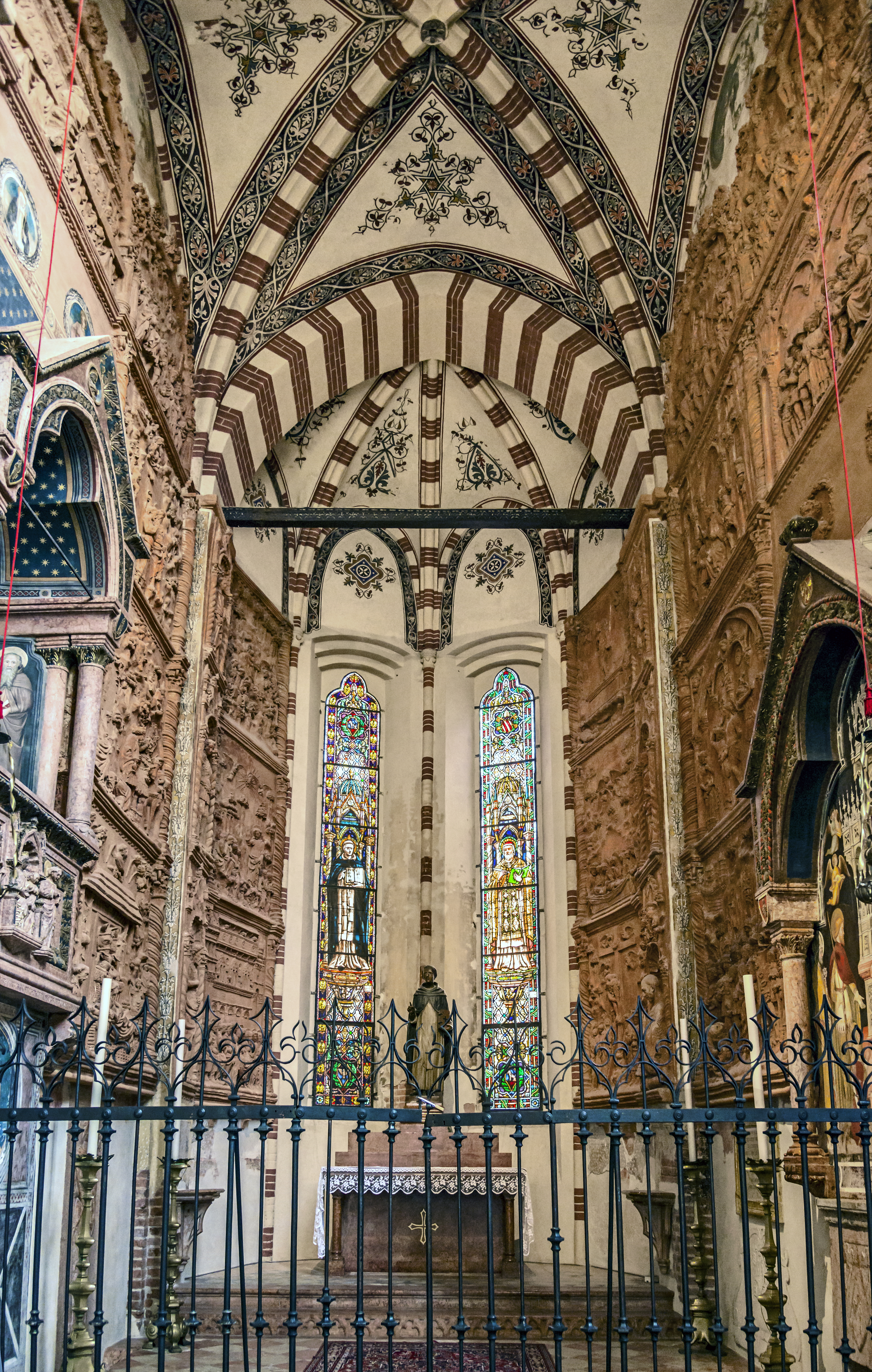
Cappella Pellegrini

La cappella Pellegrini si trova nell'area absidale della basilica di Santa Anastasia a Verona, lungo il transetto destro; si tratta della prima a destra della Cappella Maggiore. La cappella è celebre perché contiene quello che è considerato il capolavoro di Pisanello, il San Giorgio e la principessa, affrescato sulla parete esterna, sopra l'arco di accesso.

## Storia

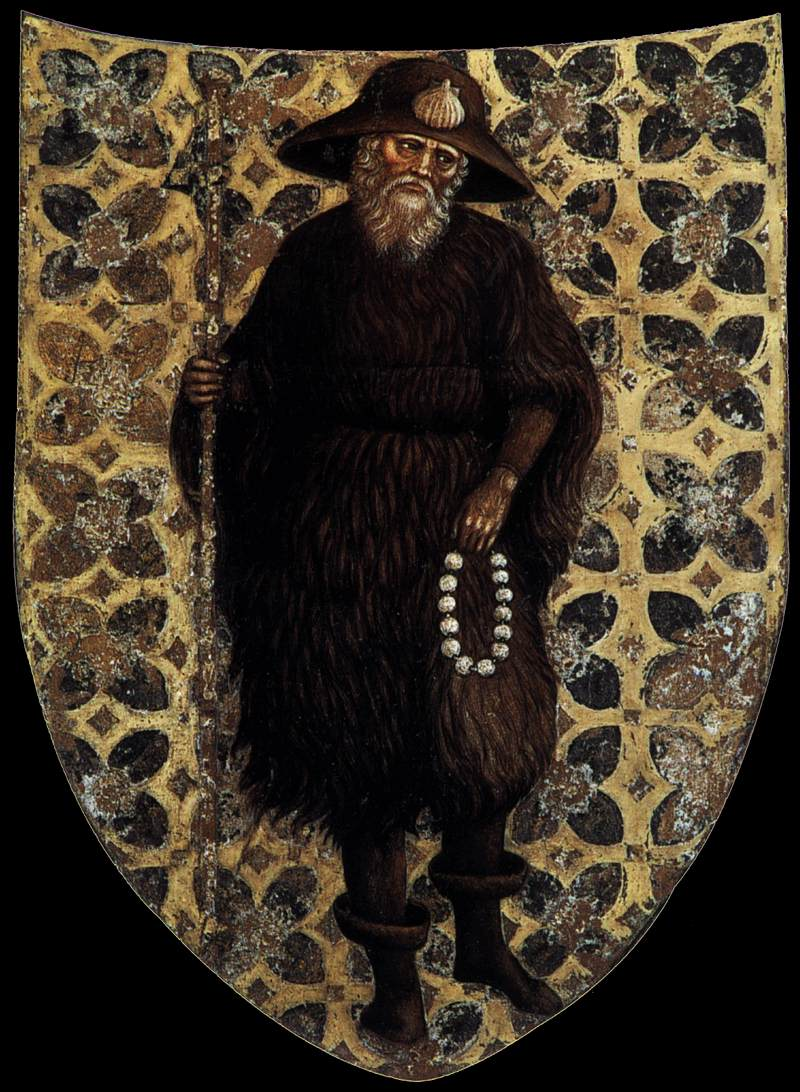
Lo stemma Pellegrini

La decorazione della cappella si deve alle disposizioni testamentarie di Andrea Pellegrini, che nel 1428 lasciò la cospicua somma di 900 ducati per la costruzione di un'arca monumentale da realizzarsi nella cappella familiare in Santa Anastasia. L'anno successivo il Pellegrini morì così la madre, eseguendo le sue volontà, fece celebrare le virtù cavalleresche del figlio mediante l'affresco del Pisanello e nelle terrecotte della cappella, dove egli è raffigurato in divisa militare e inginocchiato verso la Vergine sull'altare.
Non sono sicure le date in cui l'esecuzione delle decorazioni ebbe luogo: Michele da Firenze, il maestro che eseguì le terrecotte, fu a Verona dal 1433 al 1438, per cui in questo lasso di tempo andrebbe iscritta la sua opera; I lavori alle terrecotte sono testimoniati, tramite documenti, nel 1436; sempre tra il 1433 e il 1438 sarebbe stato realizzato pure l'affresco eseguito da Pisanello, quando l'artista fu a Verona per un lungo periodo. Probabilmente terrecotte e affreschi vennero quindi realizzati in sostanziale contemporaneità. Giorgio Vasari, nelle Vite de' più eccellenti pittori, scultori, e architettori, parlò degli affreschi con ammirata enfasi, affermando che «per dirlo in una parola non si può senza infinita meraviglia, anzi stupore contemplare questa opera fatta con disegno con grazia, e con giudizio straordinario».
Nel corso dei secoli alcune infiltrazioni d'acqua dal tetto lo danneggiano gravemente, per cui l'affresco venne strappato nel 1891 (per la parte di destra) e nel 1900 (la parte sinistra); l'opera venne divisa in quattro parti, restaurata e posta su tela, venendo ricollocata nella sua posizione originaria solo nel 1996.

## Descrizione

### Affreschi

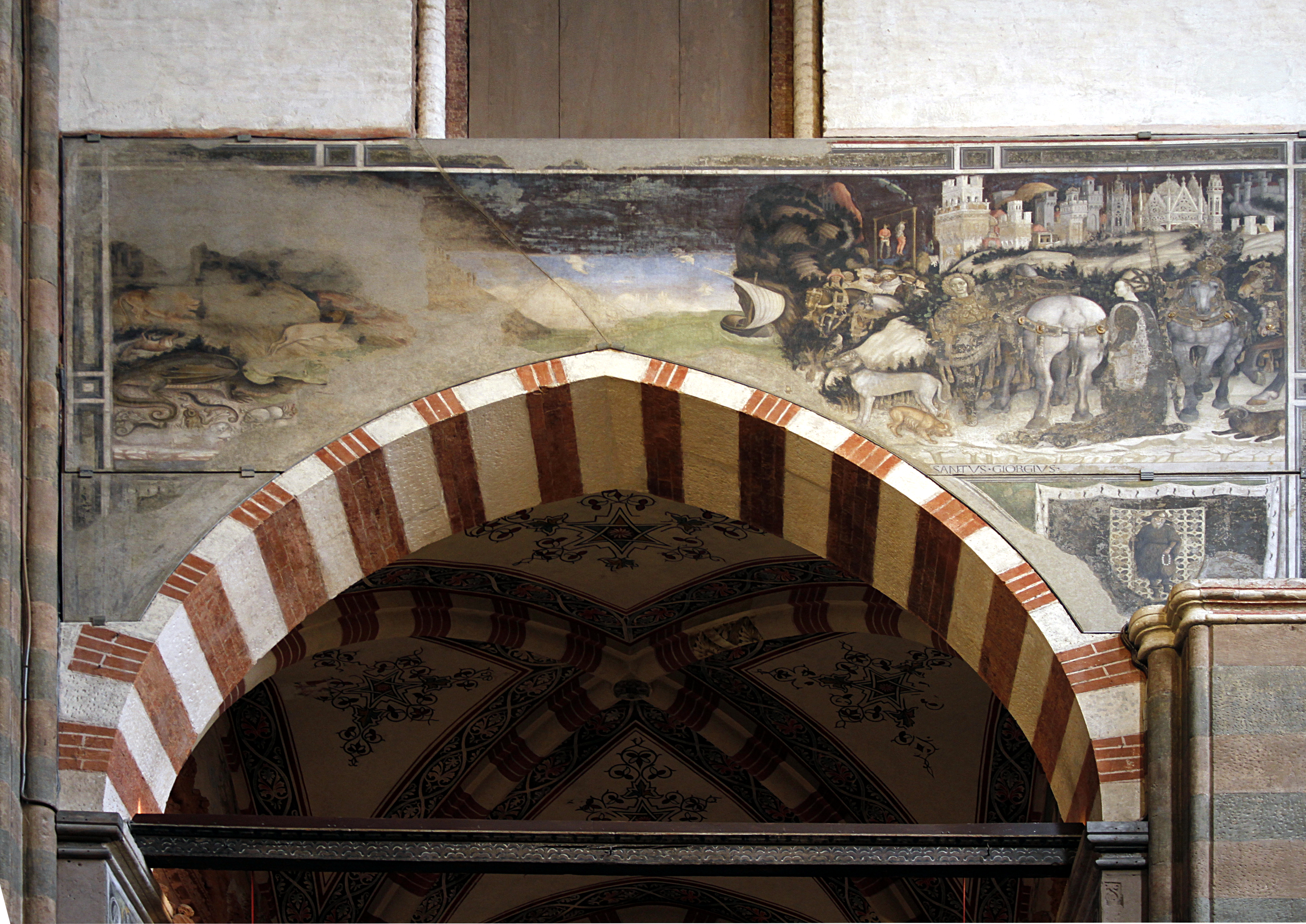
Pisanello, San Giorgio e la principessa sull'arco d'ingresso alla cappella

La Cappella Pellegrini è nota soprattutto per l'affresco situato sull'arcone esterno, il San Giorgio e la principessa capolavoro di Pisanello e del gotico internazionale in Italia. L'affresco era composto da due parti: quella destra, con il commiato di san Giorgio dalla principessa, che ci è pervenuta in condizioni discrete, e quella sinistra, con il drago tra i resti delle sue vittime al di là di un ambiente acquatico solcato da un veliero, che è quasi totalmente perduta. Giorgio Vasari ricorda come la decorazione comprendesse anche «Sant'Eustachio che fa carezze a un cane pezzato di tanè e di bianco» (ancora visibile nel XVII secolo) e «un San Giorgio armato d'armi bianche fatte di argento»; non è chiaro dove queste opere si trovassero, tuttavia si è ipotizzato potessero essere sul pilastro a sinistra e sulla lesena a destra dell'affresco.
Il paesaggio fiabesco, popolato anche di personaggi esotici e numerosi animali raffigurati con grande naturalezza, presenta nel fondale una città ideale con eleganti torri e architetture traforate. Sotto la parte destra è presente l'iscrizione «SANTVS GIORGIVS» e lo stemma della famiglia Pellegrini, un pellegrino posto su un prezioso tessuto dipinto e bordato d'ermellino, il cui significato etimologico coincide con quello del nome Giorgio.

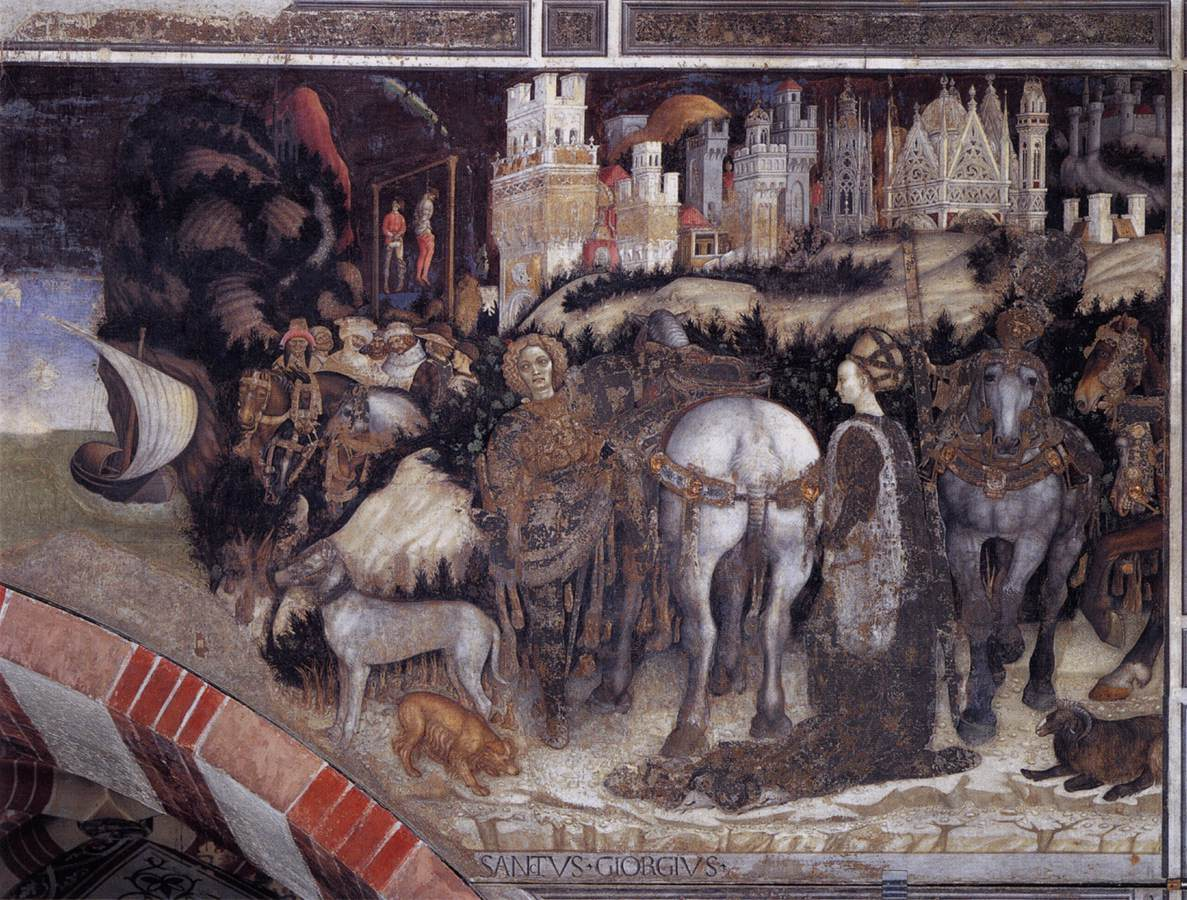
Dettaglio dell'affresco del Pisanello

L'opera (che studi meno recenti interpretano in maniera diversa) potrebbe alludere alle vicende della famiglia Pellegrini e al sentimento anti-veneziano che era sorto nella Verona dei primi anni del Quattrocento a causa dell'autonomia perduta. Nel 1411, infatti, vi fu l'incursione dell'esercito imperiale di Sigismondo d'Ungheria sostenuto da Brunoro della Scala seguita, nel 1412, da una sollevazione filo-scaligera in città. Il "corteo reale" dell'affresco di Pisanello potrebbe quindi essere una raffigurazione dell'imperatore e del suo seguito mentre il drago alato, ritratto come un animale anfibio, rappresenterebbe Venezia che proprio in quel periodo aveva conquistato Verona insieme agli altri Domini di Terraferma, e che aveva per simbolo il leone alato, spesso rappresentato con due zampe in acqua. La sollevazione filo-scaligera provocò una forte repressione da parte della repubblica di Venezia con la conseguente condanna a morte per impiccagione di molti ribelli, un dettaglio ben rappresentato nello stesso affresco. La figura della principessa potrebbe invece essere il ritratto dalla giovane sposa di Cristoforo Pellegrini, Laura Nogarola, un modello facilmente accessibile per il pittore.

### Terrecotte

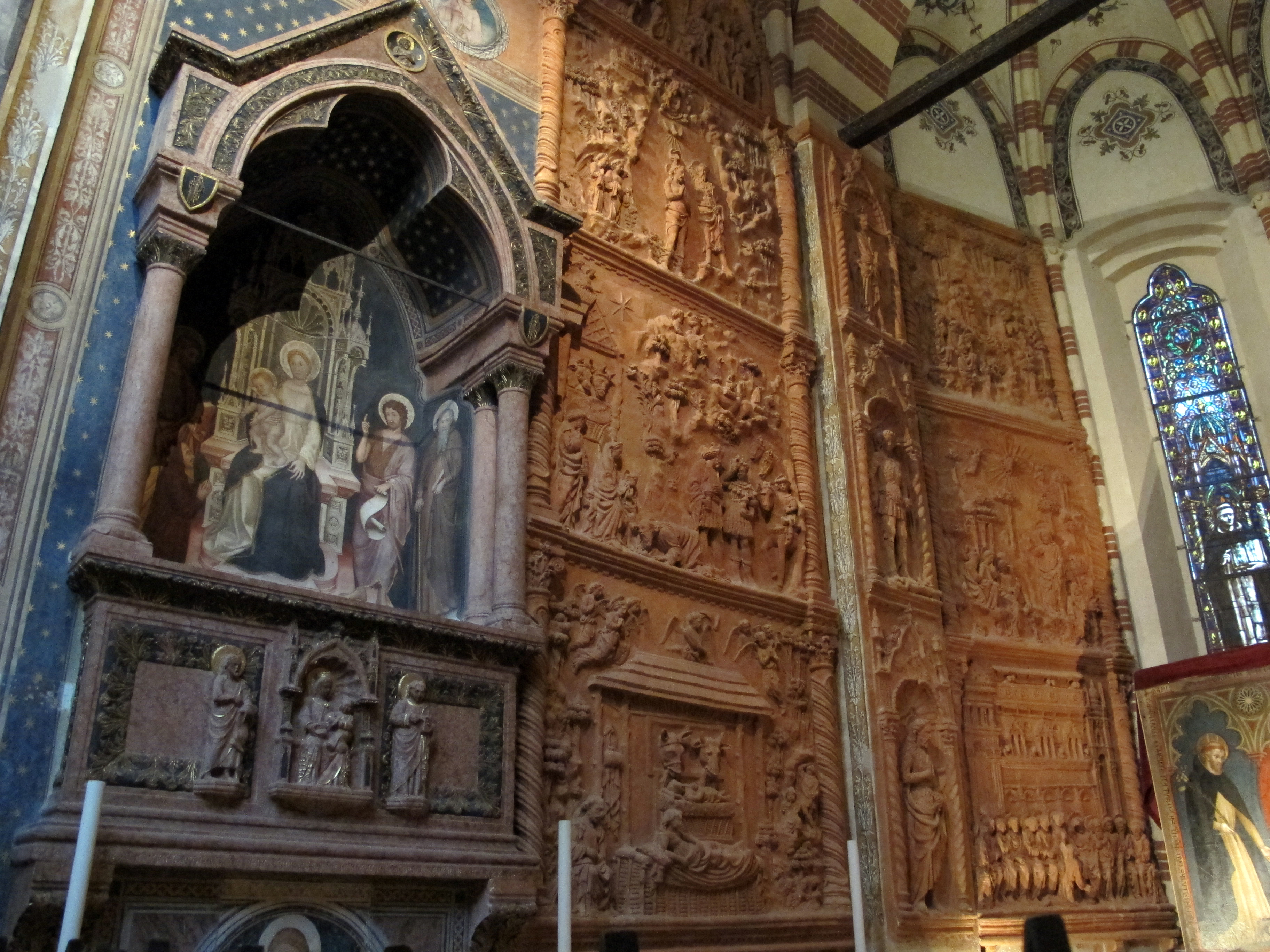
Le terrecotte di Michele da Firenze all'interno della cappella e, sulla sinistra, la tomba di Tommaso Pellegrini

Le terrecotte, originariamente policrome, della cappella sono attribuite a Michele da Firenze, un artista che subì l'influenza di Lorenzo Ghiberti del quale fu collaboratore nel cantiere della Porta nord del battistero di Firenze e, come ingegnere, nel cantiere della cupola del Brunelleschi. Nella cappella egli raffigurò una serie di diciassette episodi legati alla Vita di Gesù interrotti, nelle due lesene che sostengono l'arcata di separazione dall'abside, da tre ordini di edicole che contengono le raffigurazioni, dal basso verso l'alto, di Andrea Pellegrini in atteggiamento di preghiera verso l'altare della Vergine, San Domenico e San Pietro martire a destra, e San Giovanni Battista, l'Arcangelo Michele e San Leonardo a sinistra.
Nell'opera della cappella Michele fu assistito dal figlio Marsilio, di cui non si conoscono altre opere se non quelle realizzate a partire dagli anni trenta in collaborazione col padre, anche se potrebbe aver aiutato nella stesura dell'affresco che Pisanello realizzò per la stessa cappella. Si nota subito la forte influenza che la cultura del gotico internazionale presente a Verona ebbe su Michele da Firenze, soprattutto sulla concezione dello spazio e per una forte attenzione per il dettaglio, come si nota che una primissima fase della sua carriera lo scultore subì l'influenza di Donatello e soprattutto di Lorenzo Ghiberti.

### Sepolcri

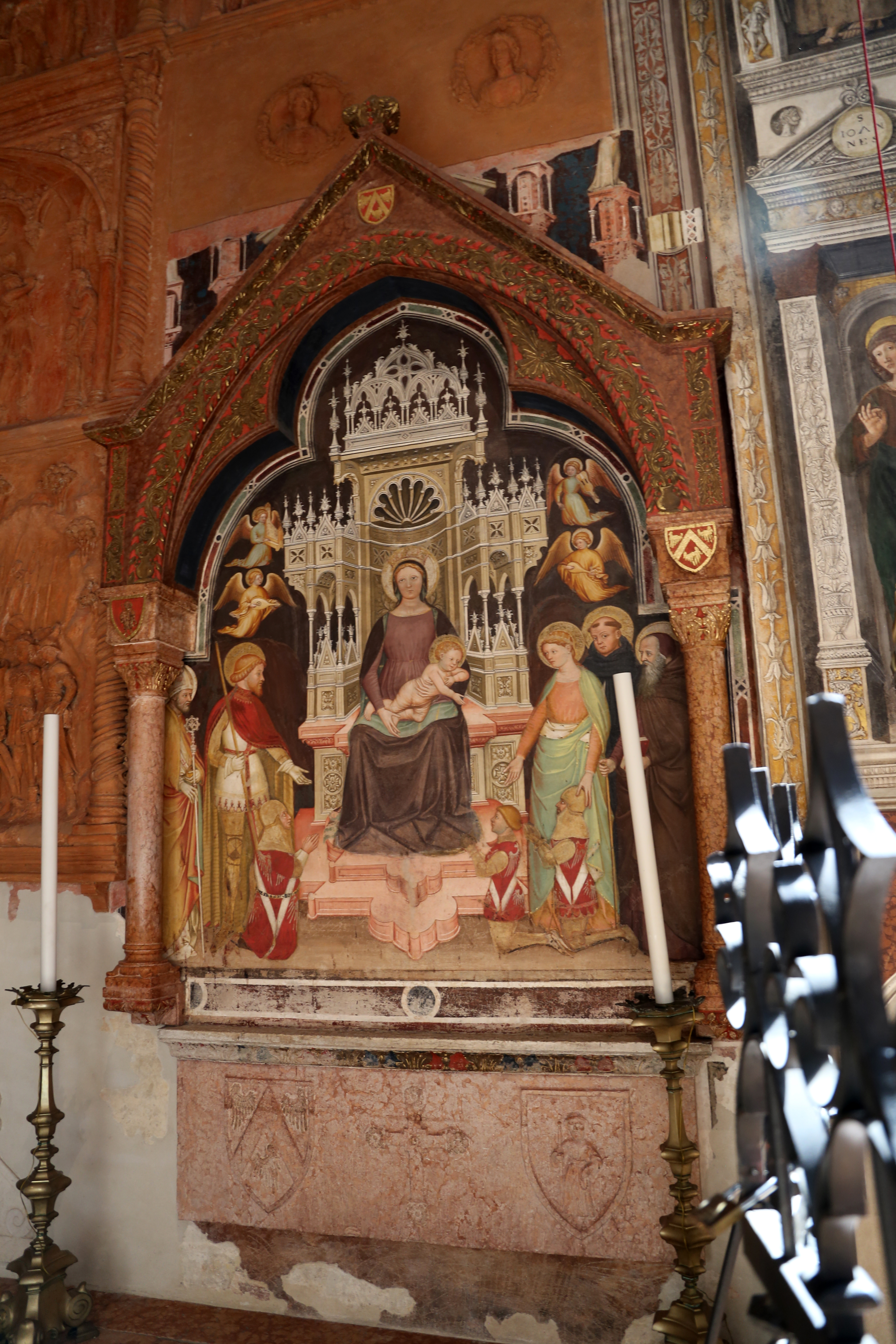
Il sepolcro Pellegrini-Bevilacqua

Sulla parete destra della cappella vi è il sepolcro Pellegrini-Bevilacqua, caratterizzata da un'edicola con l'affresco di Martino da Verona, il quale raffigurò la Madonna col Bambino circondati da quattro Angeli Musicanti, che si rivolge ai tre Bevilacqua introdotti dai santi Caterina, Domenico, Antonio abate, Giorgio e Zeno. Sotto l'edicola si trova una lapide recante una croce latina e gli stemmi Pellegrini e Bevilacqua.
Sulla parete sinistra, invece, si trova la tomba di Tommaso Pellegrini, importante personaggio che nel testamento del 1492 dispose che la sua sepoltura avvenisse nella cappella di famiglia. Il sepolcro, opera di Antonio da Mestre, è composto dalla tomba in marmo rosso sormontata da una grande edicola cuspidata, ove si trovano gli stemmi della famiglia e al centro un tondo con raffigurato il Cristo deposto. Sull'arca si trovano invece i rilievi della Madonna col Bambino e ai lati San Giovanni Battista e una santa con un libro. Nell'affresco, pure questo caratterizzato dalle cromie e intonazioni di Martino da Verona, è raffigurato Tommaso Pellegrini, in vesti rosso scure, che viene presentato da San Tommaso alla Vergine col Bambino, mentre dall'altro lato vi è San Giovanni Battista.
All'interno della cappella fu sepolto, a seguito della morta avvenuta al ritorno da un viaggio a Roma, anche Wilhelm von Bibra, raffigurato in armi.